# Са, Эштасиу ди
Эшта́сиу ди Са (порт. Estácio de Sá; 1520—1567) — португальский военный.
Эштасиу ди Са родился в 1520 году в Сантарене (Португалия). В 1564 году он прибыл в Бразилию, генерал-губернатором которой был его дядя Мем ди Са.
В 1555 году 500 французских колонистов под командованием адмирала Николя Дюрана де Вильганьона основали на острове Серигипе колонию Анривиль, и построили Форт-Колиньи. В 1560 году Мем ди Са отправил против них 26 судов с двумя тысячами солдат и матросов на борту, однако ему не удалось изгнать французов. В 1565 году, после тщательной подготовки в Сан-Висенти, Эштасиу ди Са высадился с войсками на материке неподалёку от французского поселения. В качестве базы для операций португальцы основали у подножия горы Сахарная голова укрепление Сан-Себастьян ди Рио-де-Жанейро. Боевые действия продлились два года. 20 февраля 1567 года во время атаки французских позиций Эштасиу ди Са получил ранение в голову, и месяц спустя скончался.
Эштасиу ди Са был похоронен на территории основанного им поселения. Впоследствии эта территория оказалась в составе Рио-де-Жанейро; и его останки были перенесены в церковь Святого Себастьяна. В 1839 году его останки были обнаружены группой учёных, работавших на императора Педру II, и в 1862 году, во время перестройки церкви, были эксгумированы в присутствии императора и перезахоронены.